# Настінний гак (геральдика)
Настінний гак — негеральдична фігура в геральдиці. Це простий герб у вигляді анкера, але його можна зустріти досить часто. Гак, також його давня назва, виготовлений з кованого заліза або сталі, служить захистом, вбудованим у стіни, щоб запобігти прориву високих і довгих стін. Застосовується також для кріплення балок одна до одної або до стіни. Насправді часто можна побачити лише плоский дріт, який зігнутий в протилежних напрямках на кінцях або лише розкритий з обох сторін. Також відомі прості гаки.
У геральдиці для роз'яснення використання та зовнішнього вигляду використовуються терміни «подвійні гаки», «настінні гаки» або «домашні гаки». Фігуру ще називають «колючка». Різноманітність його незначна. Геральдичне зображення обмежене однією частиною та двома елементами цієї фігури, в андріївський хрест. Висячи в щиті, він лежить горизонтально або косо ліворуч або косо праворуч. Забарвлення або тинктура відрізняється від основи. Можливе зображення двох або більше фігур поруч і нижче один від одного.

## Вольфсангель
Його часто плутають з вовчим гаком, верхня частина якого, вовчий якір, схожа на рубаючий ніж із вушком вниз. Однак часте використання вудки на вовка не свідчить про сильне полювання на вовка у відповідних регіонах. Тому вовча зброя виключається як особливий знак дійсності для гербів знаті та громади. Багато зображень і блазонів подвійних гаків не завжди є правильними або нерезультативними з багатьма гербами. Вони можуть змінити своє значення протягом історії відповідного герба, так що подвійний гак іноді описується як компонент (настінний гак), інший раз як мисливський пристрій (вовчий гак). Сучасний стан досліджень у геральдиці може лише чітко з'ясувати походження подвійного гака лише в кількох випадках.
Якщо подвійний гак описується як нижній, фактичний компонент вовчого гака, цей гак повинен мати отвір, у якому ланцюг або мотузка з'єднані з «рубальним ножем», хоча цей подвійний гак також з'єднаний з мотузкою без «рубального ножа». У гербах ці подвійні гаки без отвору також описуються як орієнтири. Орієнтири (що означає «камінь ганьби або вага» тут не застосовується) — це межі або наземні камені, на яких прикріплені символи власника. Ці наземні камені, також відомі як патчі, також несуть символ міста. У геральдиці також використовується термін районний знак. Походить від слова район, район муніципалітету. Тут ці подвійні гаки стають ґмерками. Подібність із настінними гаками є більш очевидною, оскільки настінні гаки або настінні анкери часто мають цей ґмерк. Прикладом є герби Дітцингена, Неккартайльфінгена та Пляйдельсгайма.

Галерея
Настінний гек на гербі Бад-Дюркгайма
Вовчий гак — нижня частина вольфсангеля
Подвійний гак
Гаки в андріївському хресті
Гаки в андріївському хресті з заокругленими кінцями
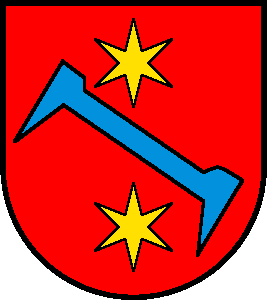
Подвійний настінний гак
Лежачий настінний якір
Для розрізнення: Вовчий якір

## Вебпосилання
- Besondere Motive: Die Wolfsangel [Архівовано 11 квітня 2021 у Wayback Machine.] (нім.)